# Cadáver exquisito

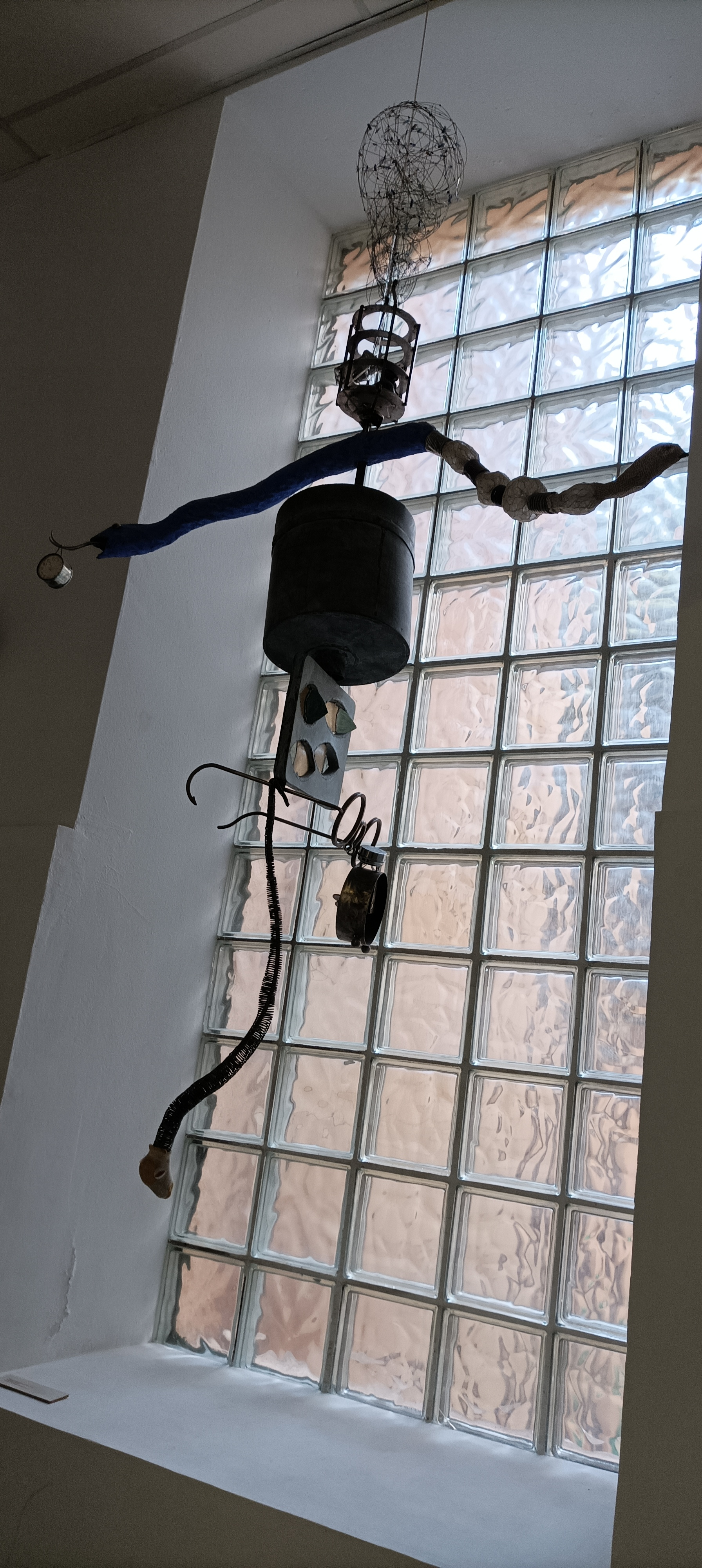
Escultura alegórica de «cadáver exquisito» en Antigua Imprenta Sur

Cadáver exquisito es un juego de palabras por medio del cual se crean maneras de sacar de una imagen muchas más. El resultado es conocido como un cadáver exquisito o cadavre exquis en francés. Es una técnica usada por los surrealistas en 1925, y se basa en un juego de mesa llamado Consecuencias  en el cual los jugadores escribían por turno en una hoja de papel, la doblaban para cubrir parte de la escritura, y después la pasaban al siguiente jugador para otra colaboración.
Se juega entre un grupo de personas que escriben o dibujan una composición en secuencia. Cada persona solo puede ver el final de lo que escribió el jugador anterior. El nombre se deriva de una frase que surgió cuando fue jugado por primera vez en francés: « Le cadavre - exquis - boira - le vin - nouveau » (El cadáver exquisito beberá el vino nuevo). En resumidas cuentas se combinan cosas de una idea agregando elementos que pueden o no pertenecer a la realidad.
Los teóricos y asiduos al juego (en un principio, Robert Desnos, Paul Éluard, André Bretón y Tristan Tzara) sostenían que la creación, en especial la poética, debe ser anónima y grupal, intuitiva, espontánea, lúdica y en lo posible automática. De hecho, muchos de estos ejercicios se llevaron a cabo bajo la influencia de sustancias que inducían estados de semiinconsciencia o durante experiencias hipnóticas.
Pablo Neruda y Federico García Lorca los llamaron poemas al alimón; Nicanor Parra y Vicente Huidobro, quebrantahuesos. Junto a Enrique Lihn y Alejandro Jodorowsky, hicieron una exposición denominada "El quebrantahuesos".
Nicolas Calas –vanguardista greco-estadounidense– sostenía que un cadáver exquisito tiene la facultad de revelar la realidad inconsciente del grupo que lo ha creado, en concreto los aspectos no verbalizados de la angustia y el deseo de sus miembros, en relación con las dinámicas de posicionamiento afectivo dentro del mismo. Max Ernst observó que el juego funciona como un 'barómetro' de los contagios intelectuales dentro de un círculo de creadores.

## Historia
En la década de 1920 los surrealistas se reunían para jugar un peculiar juego derivado de "Consecuencias", donde cada uno aportaba su texto siguiendo la regla sustantivo - adjetivo - verbo, con esto surgió la siguiente oración compuesta: Le cadavre - exquis - boira le vin - nouveau (el cadáver exquisito beberá el vino nuevo); así es como surgió el nombre con el que conocemos este juego, o por lo menos así lo cuenta el surrealista por excelencia André Breton, jugador.
El juego puede ser utilizado de igual manera para que las personas puedan seguir dibujando o escribiendo algo en una hoja blanca, doblar, pasar la hoja al jugador de al lado y así continuar con el escrito o dibujo comenzó sin ver lo que realizaba el anterior jugador, aunque con la nueva tecnología se ha podido cambiar dicha regla y se puede observar para poder seguir con el escrito y quede de una manera más fluyente y lógica, todos los jugadores tienen que intervenir. Este juego surrealista se inventó para crear juntos arte y poesía desde el inconsciente y de forma espontánea y espiritual.
André Bretón decía "Lo emocionante para nosotros en ese tipo de producciones era la certeza de que, para bien o para mal, representaban algo que no era posible por el trabajo de una sola mente". Él se reunía con Yves Tanguy, Marcel Duchamp, Jacques Prévert, Benjamin Péret y Pierre Reverdy, para crear a través de Cadáver Exquisito, una manera colectiva, espontánea e intuitiva de poesías, dibujos y collages cuyos resultados distaban de la realidad y pisaban lo ficticio, y que por supuesto usaban como inspiración para generar sus propios trabajos artísticos.
Las piezas que creaban buscaban hacer subir a la superficie al subconsciente, y develar las más profundas ideas tanto individuales como grupales, lo que se escondía en lo más recóndito de sus mentes, solía aparecer en las rondas de Cadáver Exquisito, o al menos ellos consideraban eso, sobre todo, en las ocasiones en que jugaban en estados de semi-consciencia o durante experiencias hipnóticas.
La no visibilidad del producto final hecho de forma colaborativa, permitía estudiar el carácter inconsciente del grupo, dando cuerda a una serie de interpretaciones surreales y demostraciones intuitivas de las mentes detrás del papel. Cadáver Exquisito se convirtió en el juego definitivo de los surrealistas, y que además de sus jugadores asiduos, llegaron a participar personajes como Max Morise, Joan Miró, Man Ray, Salvador Dalí y Paul Éluard entre muchos otros, siguiendo el hilo de su propulsor, el fundador del surrealismo André Breton.

## Otros usos de la técnica
La técnica del cadáver exquisito fue adaptada al dibujo y al collage quizás inspirados en ilustraciones infantiles que eran divididas en dos partes (el tercio superior mostraba la cabeza de una persona o animal, la parte media del torso y la inferior las piernas de animal/humana). Los niños tenían la habilidad de mezclar y emparejar figuras volteando las páginas. También se suele practicar mandando por correo un dibujo o collage a los jugadores —por etapas progresivas—; eso se conoce como “cadáver exquisito por correo” (aparentemente, sin importar si el juego realmente viaja por vía postal o no).
Algunos han jugado el juego de dibujo con un acuerdo más o menos vago en cuanto a cuál será el resultado de la ilustración, algo que podría considerarse que contradice la naturaleza surrealista del juego.
Hay también algunas muestras en el ámbito de la historieta, como el número 63 de la revista ¡Caramba!.
El juego ha sido adaptado también para hacerse utilizando gráficas por computadora, para construir objetos surrealistas, y hasta se ha propuesto una adaptación a la arquitectura. Incluso se han hecho películas mediante esta técnica en la Universidad de Nueva York, por ejemplo.
"Tótems sin tabúes", organizado por el Grupo Surrealista de Chicago en el Café Heartland (Chicago, Illinois), fue la primera exhibición de cadáveres exquisitos usando un teatro lleno de gente con máquinas de escribir.
En el ámbito musical, Luis Alberto Spinetta compuso junto a su pareja la letra de la canción Por del álbum Artaud haciendo uso de esta técnica.
Del mismo modo, en la improvisación libre, la técnica del cadáver exquisito se ha adoptado para generar composiciones colectivas e impredecibles, como fue el caso de la pieza 17 minutes of free improvisation ("Cadavre Exquis") de G.at.0 (Pedro Alcalde, Núria Andorrà, Marina Hervás, Wade Matthews, Henar Rivière), interpretada en el IF 2022 – Improvisation Festival de Guelph, Canadá, donde cada intérprete contribuye de manera espontánea, dando lugar a una obra sonora colaborativa y experimental.

## Cine
El cineasta Apichatpong Weerasethakul inicia un enfoque experimental cinematográfico inspirado del juego del cadáver exquisito, con la obra Mysterious Object at Noon (2000). En soporte 16mm, el rodaje se desarrolla durante tres años en distintos lugares de Tailandia.
Revelado en el 30.º aniversario del Festival Internacional de Cine de Montreal, Cadáver exquisito primera edición, idea original de Adrien Lorion, David Etienne y Michel Laroche, señala una evolución artística fusionando el arte del cine y la escritura de la canción. En esta edición, ejercitaron conjuntamente algunas alternativas a este cadáver exquisito. Para comenzar, impusieron una biblia acerca de una treintena de personajes ficticios, que sirvieron para crear la historia, y de distribución a nueve cineastas, así como de nueve compositores que se inspiraron en ellos para producir su segmento de película o su canción. Además, la artista de la canción y el cineasta que producía el tercer clip sobre los nuevos solo conocía el texto de las cuatro últimas medidas de la canción y la última escena del segundo clip y así sucesivamente, lo que tuvo como efecto producir una historia cuya evolución es sorprendente, a veces de manera radical.